# Lugnano in Teverina
Lugnano in Teverina è un comune italiano di 1 402 abitanti della provincia di Terni in Umbria.
Il comune di Lugnano in Teverina, geograficamente nella Valle del Tevere, fa parte dell'Associazione nazionale città dell'olio e del club I borghi più belli d'Italia. Dal settembre 2014, come in molti comuni d'Italia, è stato adottato il consiglio comunale dei ragazzi.

## Geografia fisica
- Classificazione climatica: zona E, 2127 GR/G

## Monumenti e luoghi d'interesse

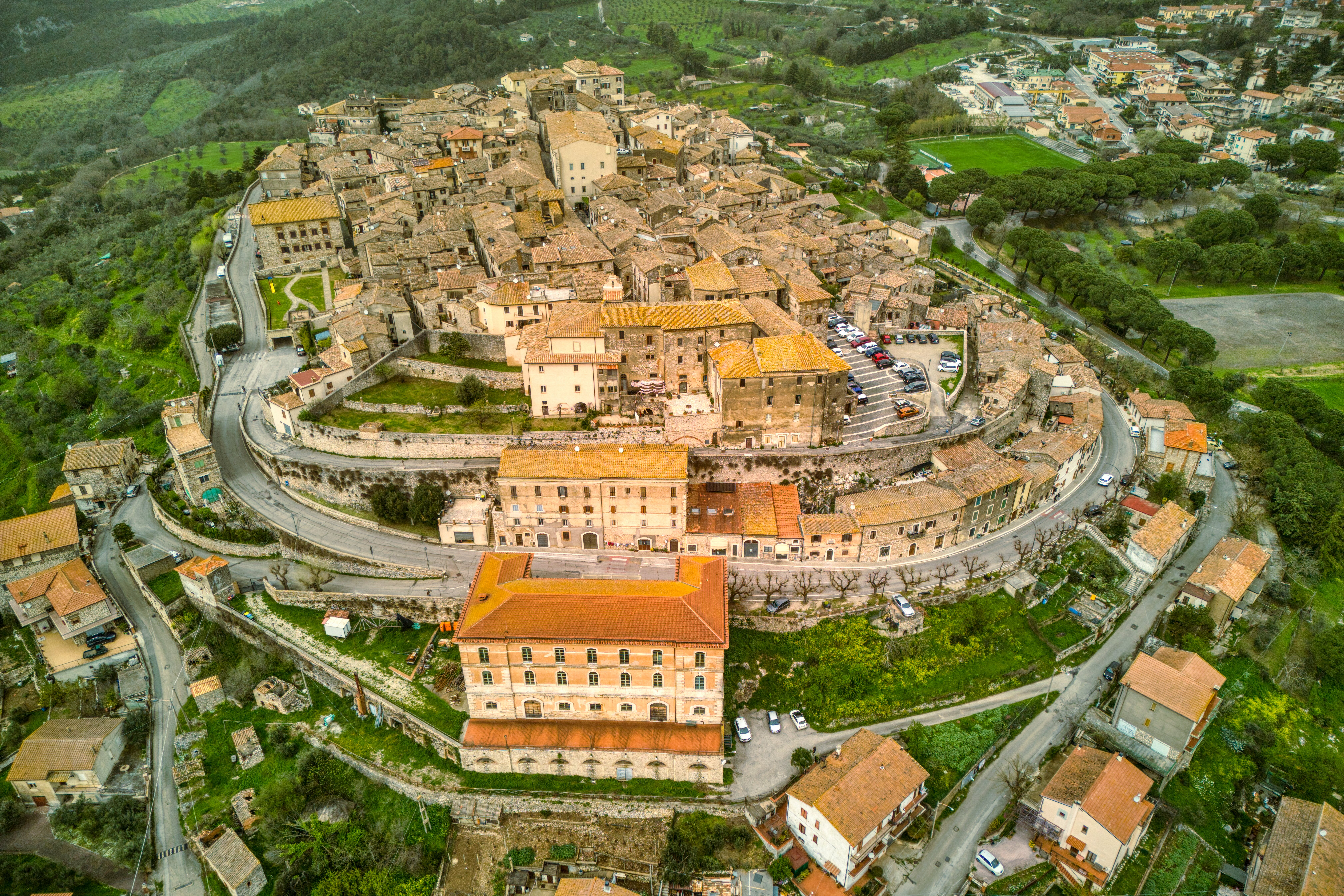
Una veduta aerea di Lugnano in Teverina

- Lugnano in Teverina è annoverato tra i Borghi più Belli d'Italia.
- Chiesa Collegiata di Santa Maria Assunta, costruita tra XI e XII secolo, su preesistente costruzione del IX, con portico aggiunto prima del 1230, in stile romanico. All'interno conserva bei mosaici cosmateschi, una Crocifissione di scuola giottesca e il dipinto San Giovanni decollato del pittore di scuola forlivese Livio Agresti. Nel 1500 in essa si raccoglieva tutta la popolazione di Lugnano, intorno e dentro di essa aveva anche luogo il cimitero, ma, nel 1559 viene abolito e portato fuori città. Tra le opere d'arte si segnalano anche gli affreschi eseguiti da Domenico Bruschi nel 1886 nella Cappella dei Conti Bufalari.
- Convento di San Francesco: è un'articolata struttura architettonica di sicuro impatto visivo risalente ai primi anni del Duecento: ha cinta muraria, chiesa, monastero e suggestivo chiostro. All'interno si trovano ambienti affrescati. È stato costruito dal popolo di Lugnano nel 1229 dove San Francesco operò il miracolo di salvare un bimbo dalle fauci di un lupo con l'intervento di un'oca.
- Palazzo Pennone o palazzo Farnese-Ridolfi e il nome pennone riferito al pennone di una nave come il punto più alto di Lugnano. La storia non è così, il riferimento o l'attribuzione ai due cardinali, Nicolao Ridolfi e Alessandro Farnesi contrasta con date storiche certe. Il palazzo è stato costruito intorno al 1650 e i cardinali sono vissuti nel 1500. Il nome Pennone deriva dal primo proprietario: Antonio Penone. Oggi è la sede comunale.
- Palazzo dei conti Bufalari.
- Chiesa di Sant'Antonio abate databile all'inizio del 1500 appartenente alla compagnia o confraternita di S. Antonio con finalità di ordine agricolo. La festa si S.Antonio si svolge ancora il 17 gennaio di ogni anno, ma non ha più l'antico contenuto e folclore di quando dalla popolata campagna arrivavano davanti ad essa tutti gli animali per la benedizione.
- Chiesa della Maestà (o Maestade) dedicata a San Giovanni Decollato. Databile negli anni 1400 forse inizialmente come piccola edicola. Si trova in una zona fuori del paese e anticamente veniva affollata di gente proprio nella fine del mese di agosto in occasione della "pubblica fiera di S.Giovanni" istituita da una bolla di papa Clemente VIII.Dopo svariati anni di abbandono, il sacerdote ha incominciato la raccolta fondi per la ristrutturazione. Grazie a questi e ad altri fondi del Gal è stata restaurata e successivamente riaperta al pubblico domenica 31 agosto 2014, dopo una solenne inaugurazione
- L'ex fabbrica nella fine dell'Ottocento-inizi del Novecento è stata un'importante fabbrica di lampadine elettriche, sede di generatori di elettricità, fino ad essere centro dell'azienda agricola con mola olearia, raccolta e trasformazione di cereali e una cantina. Acquistata dal comune nel 1991, dovrebbe diventare, con fondi CEE, centro culturale e di informazione turistica, sede dell'antiquarium e dell'archivio storico del comune.
- Monumento ai Caduti della I e II Guerra Mondiale.

### Ritrovamenti archeologici
- Villa romana di Poggio Gramignano
- Necropoli dei bambini di Poggio Gramignano

## Società

### Evoluzione demografica
Abitanti censiti

## Galleria d'immagini

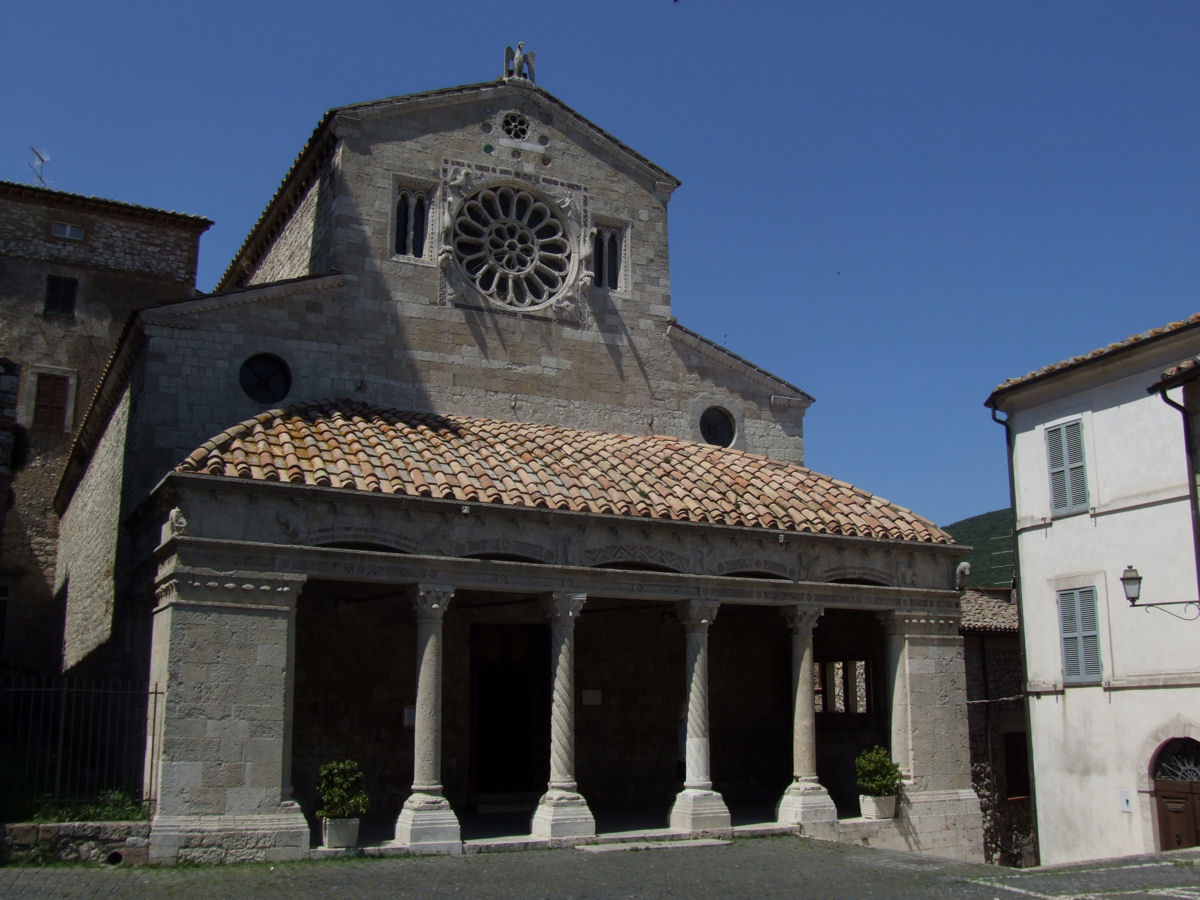
Santa Maria Assunta
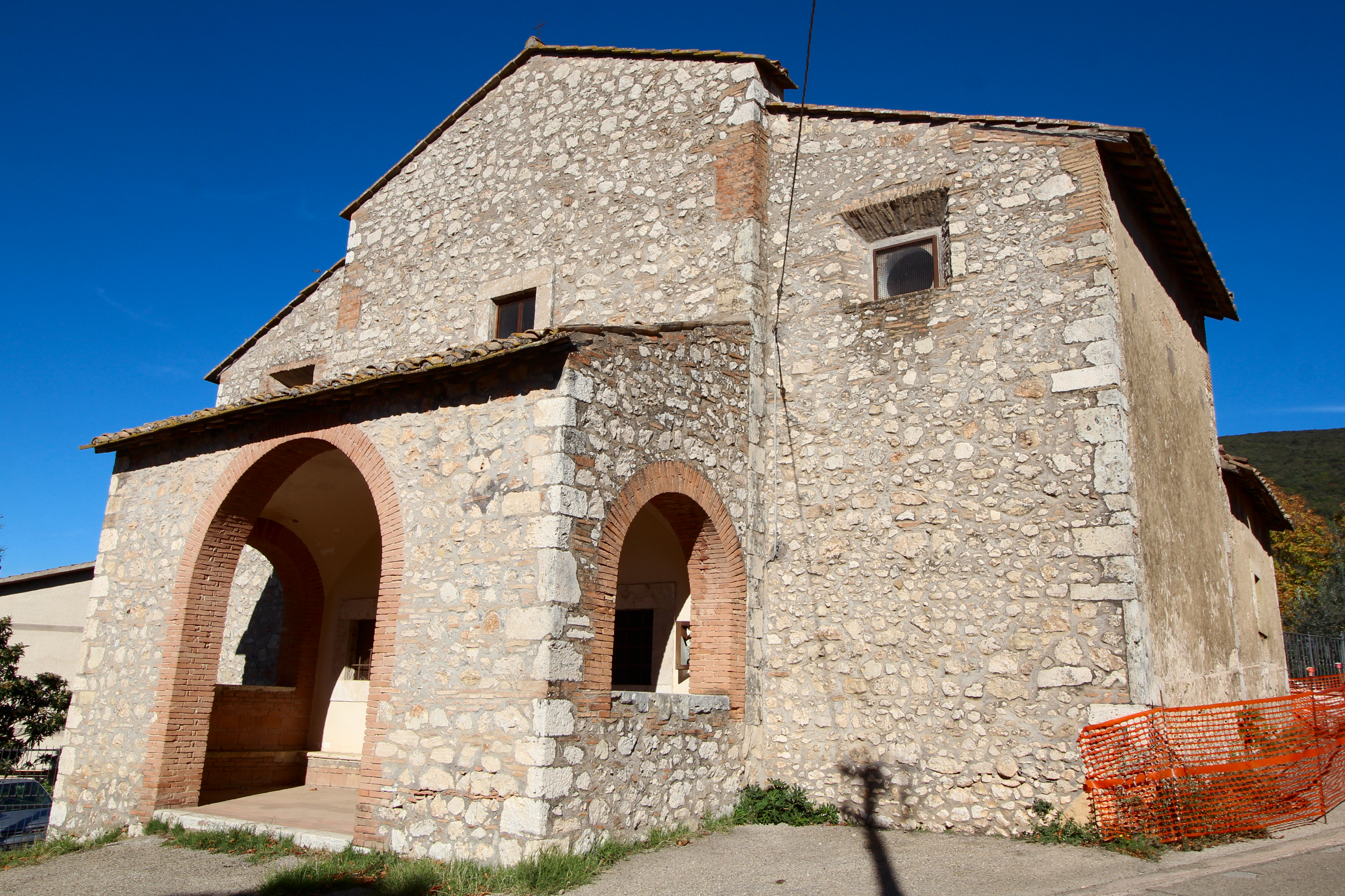
Madonna dei Pini
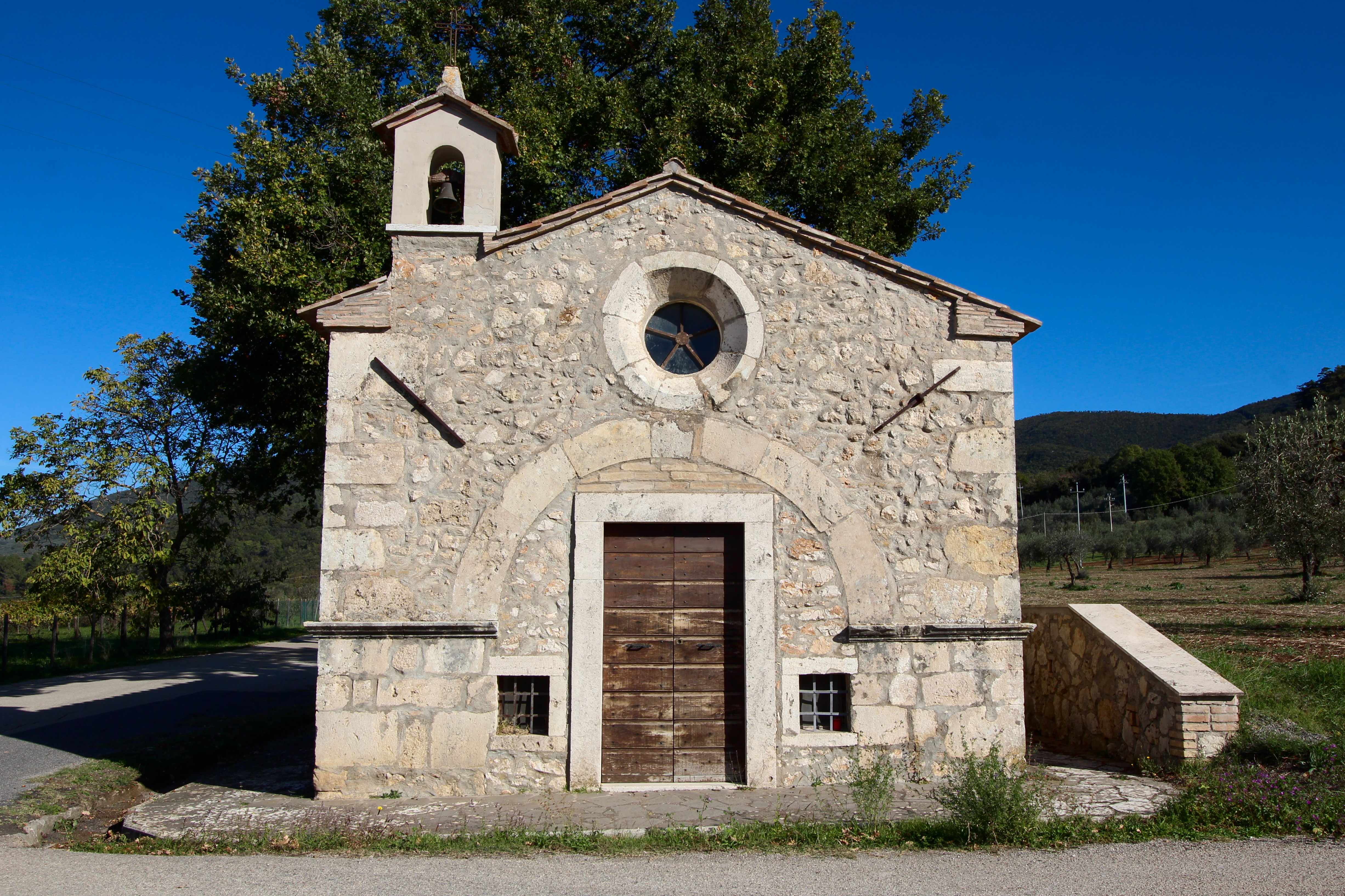
Chiesa della Maestà
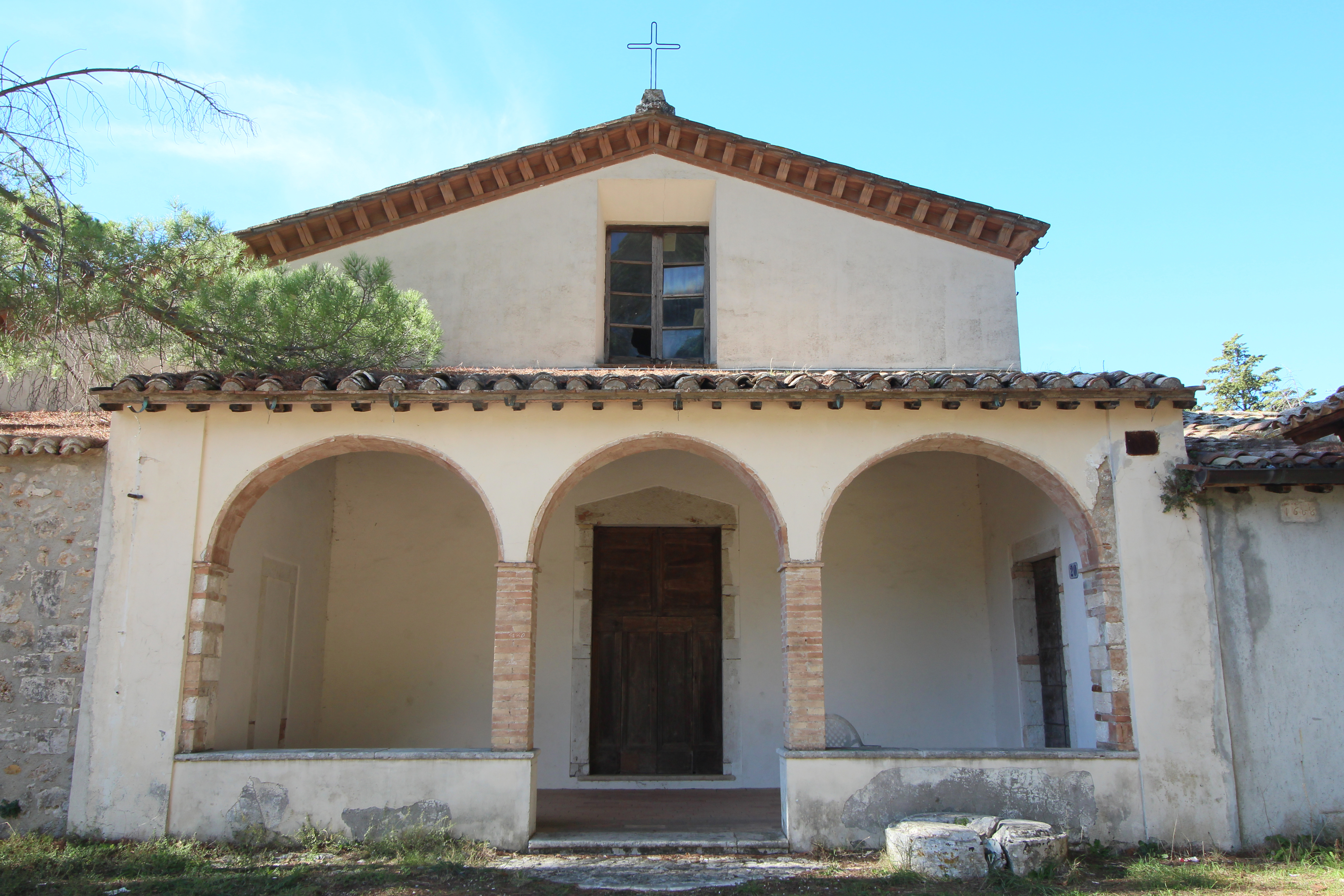
Sant'Antonio di Padova al convento dei Cappuccini
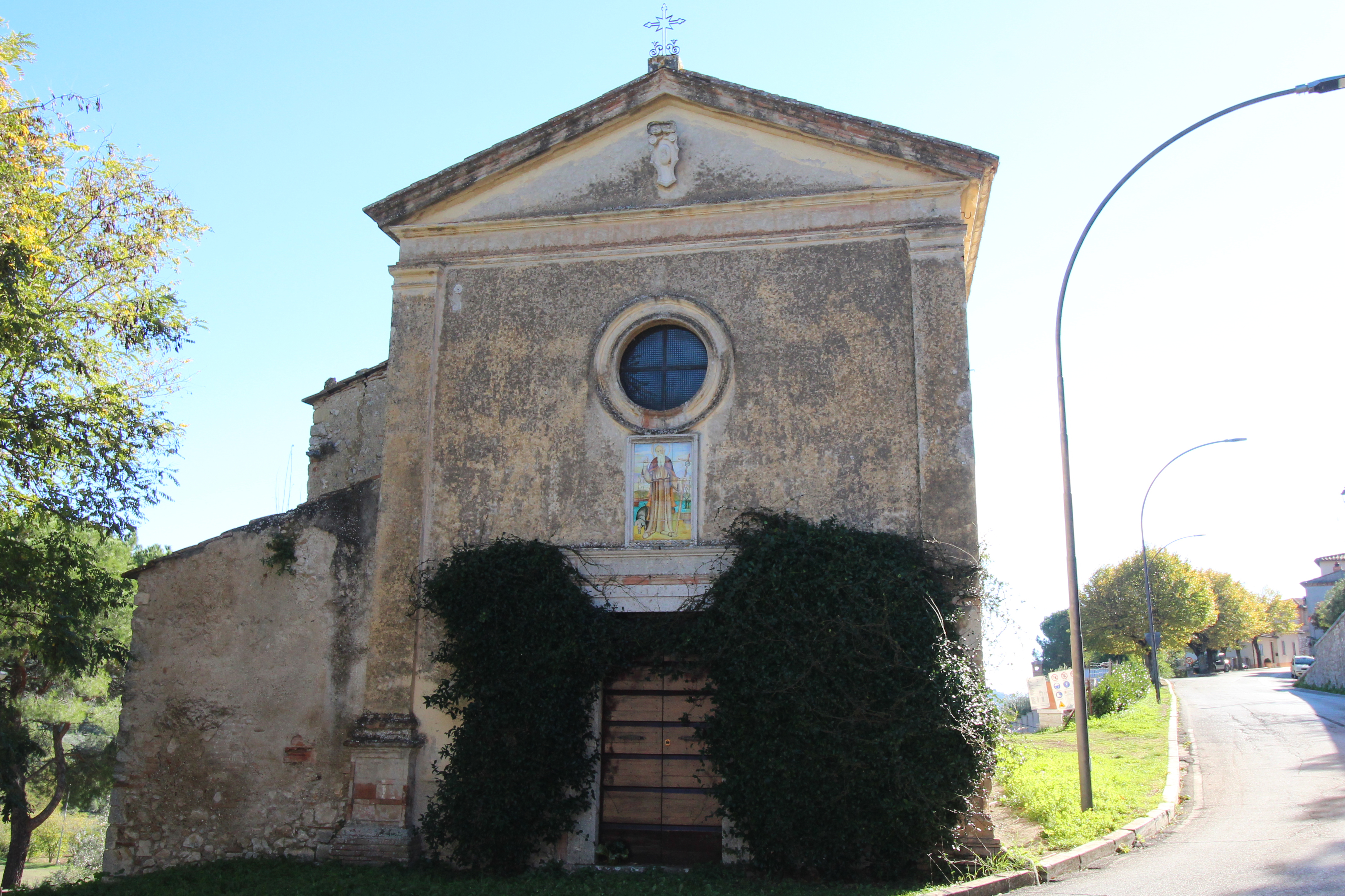
Sant'Antonio abate